# Zmożna Wola
Zmożna Wola – wieś w Polsce, położona w województwie łódzkim, w powiecie piotrkowskim, w gminie Rozprza.
| SIMC    | Nazwa   | Rodzaj    |
| ------- | ------- | --------- |
| 1040119 | Folwark | część wsi |
| 1040131 | Huby    | część wsi |

W latach 1975–1998 miejscowość administracyjnie należała do województwa piotrkowskiego.